# Ignasi Ricart i Fàbregas
Ignasi Ricart i Fàbregas, CMF (Les Borges Blanques, Garrigues, 21 d'abril de 1948 - Barcelona, 15 de setembre de 2021), fou un religiós català de l'orde dels claretians.
Va entrar de jove  la congregació dels Missioners Claretians. Estava llicenciat en Sagrada Escriptura pel Pontifici Institut Bíblic de Roma. Va ser professor del Departament Sagrada Escriptura de la Facultat de Teologia de Catalunya-Ateneu Universitari Sant Pacià; així com de l'Institut de Ciències Religioses de Barcelona (ISCREB) i del Centre d'Estudis Pastorals (CEP). Fou també membre de l'Associació Bíblica de Catalunya i col·laborador de l'edició de la Bíblia Catalana Interconfessional (BCI). També va ser membre del consell de redacció de Quaderns de Pastoral.
Entre les seves publicacions hi trobem La Bíblia, un poble a l'escolta de Déu (Claret, 1995), Què feia i què deia Jesús (Claret, 1998), Parlem de Jesús = Hablemos de Jesús (Claret. 2003), Pregària (Claret, 2008) i Pau, de perseguidor a apòstol (Claret, 2009). També va coordinar el projecte Déu té més d’un nom (Claret, 2001), i el 2013 va assessorar la Bíblia infantil il·lustrada per Pilarín Bayés, La Bíblia de tots (Editorial Claret i Estrella Polar, 2013).
De pensament eclesial obert, també defensava el lideratge de les dones en el si de les comunitats cristianes, així com també en els àmbits de responsabilitat eclesial. Va donar, a més, eines i context per comprendre la figura del diaconat femení.